# トウビョウ

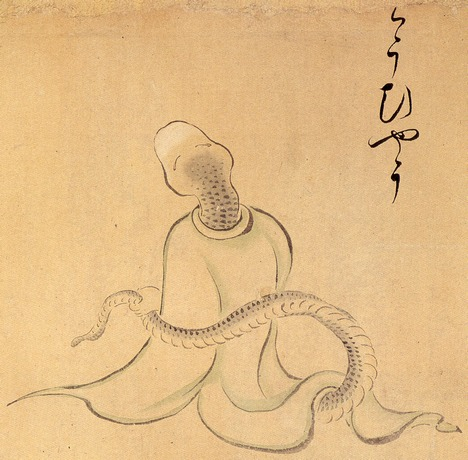
『化物づくし』 （作者不明、江戸時代）

トウビョウは、土瓶のことで、中国・四国地方に伝わる憑きもの。香川県ではトンボカミ（土瓶神）ともいう。トンベやトンベガミと呼ばれることもある。

## 概要
トウビョウはヘビの憑きものといわれ、その姿は10-20センチメートルほどの長さのヘビで、体色は全体的に淡い黒だが、首の部分に金色の輪があるという。また、沖田神社の末社道通宮など、岡山県の幾つかの神社では、白蛇と伝承されている。鳥取県ではトウビョウギツネといって小さなキツネだともいう。75匹の群れをなしており、姿を消すこともできる。
トウビョウの憑いている家はトウビョウ持ちといわれ、屋敷の中にトウビョウを放している家もあるが、四国では人目につかないように土製の瓶にトウビョウを入れて、台所の床上や床下に置いておき、ときどき人間同様の食事や酒を与えるという。
こうしたトウビョウ持ちの家は、金が入って裕福になるといわれる。また飼い主の意思に従ってトウビョウが人に災いをもたらしたり、怨みを抱いた相手に憑いて体の節々に激しい痛みをもたらすという。但し飼い主がトウビョウを粗末に扱えば、逆に飼い主に襲いかかるという。
岡山県ではトウビョウの祟りを鎮めるために道通様（どうつうさま）の名で祀られている。笠岡市の道通神社はこの道通様の神社としての側面があり、信者から奉納された道通様の小さな家があり、ヘビの好物として卵などが供えられている。なお、それらの家の中に祀られた蛇の置物は擬宝珠に巻き付いてそれぞれ阿吽の口の形をした二匹の白蛇の姿をしている。沖田神社の末社道通宮の社史でも、道通様は白蛇と言い伝えられている。
谷川健一はトウビョウを「藤憑」即ち蔓植物のように巻き付く蛇で、縄文時代から続く蛇信仰の名残ではないかという説を述べている。